# سورة الكهف
سُورَةُ الكَهفِ هي سورةٌ مكيةٌ رقمها 18، تسبق سورة مريم وتلحق سورة الإسراء، في ترتيب سور القرآن الكريم. عدد آياتها 110 آية، وهي من السور المكية المتأخرة في النزول، إذ أن ترتيب نزولها 69. تتوسط السورة القرآن الكريم، فهي تقع في الجزئين الخامس عشر والسادس عشر، 8 صفحات في نهاية الجزء الخامس عشر و3 في بداية الجزء السادس عشر. تتناول السورة عدة مواضيع، تدور حول التحذير من الفتن، والتبشير والإنذار، وذكر بعض المشاهد من يوم القيامة، كما تناولت عدة قصص، كقصة أصحاب الكهف الذين سُميّت السورة لذكر قصتهم فيها.
سورة الكهف من السور ذوات الفضل في القرآن الكريم، وذكرت في أحاديث كثيرة، ومن أهم فضائلها ما ذكر أن قراءتها في يوم الجمعة نورٌ ما بين الجمعتين.
يرى العالم النفساني كارل يونغ أن سورة الكهف قد تناولت بكاملها ما أسماه «سر إعادة الولادة أو الولادة الثانية أو الجديدة». إذ إنَّ الكهف هو مكان إعادة الولادة، فهو حين يغلق على شخصٍ فهذا يعني أن الشخص قد جرى احتضانه وتجديدُه لتعاد ولادته في جو من الغموض والسرية. ويرى أن تعبير «في فجوة منه» تشير إلى الوسط وهو المركز حيث ترقد الجوهرة. ولإن أي شخصٍ يدخل ذلك الكهف الموجود في داخل كل إنسان، أو في العتمة الكامنة خلف الوعي، سيجد نفسه منشغلًا في عملية تحول لا واعية. ومع دخوله إلى اللاوعي، سيقيم اتصالا مع محتويات وعيه.

## سبب النزول
إن سبب نزول سورة الكهف ذكره عدة مفسرين كابن كثير وغيره:
فعن ابن عباس قال: «بعثت قريش النضر بن الحارث وعقبة بن أبي معيط إلى أحبار يهود بالمدينة، فقالوا لهم: سلوهم عن محمد وصفوا لهم صفته وأخبروهم بقوله، فإنهم أهل الكتاب الأول، وعندهم علم ما ليس عندنا من علم الأنبياء، فخرجا حتى قدما المدينة فسألوا أحبار يهود عن رسول الله ﷺ ووصفوا لهم أمره وبعض قوله، وقالا: إنكم أهل التوراة، وقد جئناكم لتخبرونا عن صاحبنا هذا، قال، فقالت لهم: سلوه عن ثلاث نأمركم بهن، فإن أخبركم بهن، فهو نبي مرسل، وإن لم يفعل، فالرجل متقول، فروا فيه رأيكم.
سلوه عن فتية ذهبوا في الدهر الأول ما كان من أمرهم، فإنهم قد كان لهم شأن عجيب. وسلوه عن رجل طواف بلغ مشارق الأرض ومغاربها، ما كان نبؤه؟ وسلوه عن الروح ما هو؟ فإن أخبركم بذلك، فهو نبي فاتبعوه، وإن لم يخبركم فإنه رجل متقول، فاصنعوا في أمره ما بدا لكم، فأقبل النضر وعقبة حتى قدما على قريش، فقالا: يا معشر قريش قد جئناكم بفصل ما بينكم وبين محمد، قد أمرنا أحبار يهود أن نسأله عن أمور، فأخبروهم بها، فجاءوا إلى رسول الله ﷺ فقالوا: يا محمد أخبرنا، فسألوه عما أمروهم به، فقال لهم رسول الله ﷺ: أخبركم غدا عما سألتم عنه ولم يستثن، فانصرفوا عنه، ومكث رسول الله ﷺ خمس عشرة ليلة لا يحدث الله له في ذلك وحيا، ولا يأتيه جبريل ، حتى أرجف أهل مكة وقالوا: وعدنا محمد غدا واليوم خمس عشرة ليلة، وقد أصبحنا فيها ولا يخبرنا بشيء عما سألناه، وحتى أحزن رسول الله ﷺ مكث الوحي عنه، وشق عليه ما يتكلم به أهل مكة، ثم جاءه جبريل  من الله  بسورة الكهف، فيها معاتبته إياه على حزنه عليهم وخبر ما سألوه عنه من أمر الفتية، والرجل الطواف، وقول الله : ﴿وَيَسْأَلونَكَ عَنْ ذِي الْقَرْنَيْنِ﴾ [الكهف:83].».

## خصائص سورة الكهف

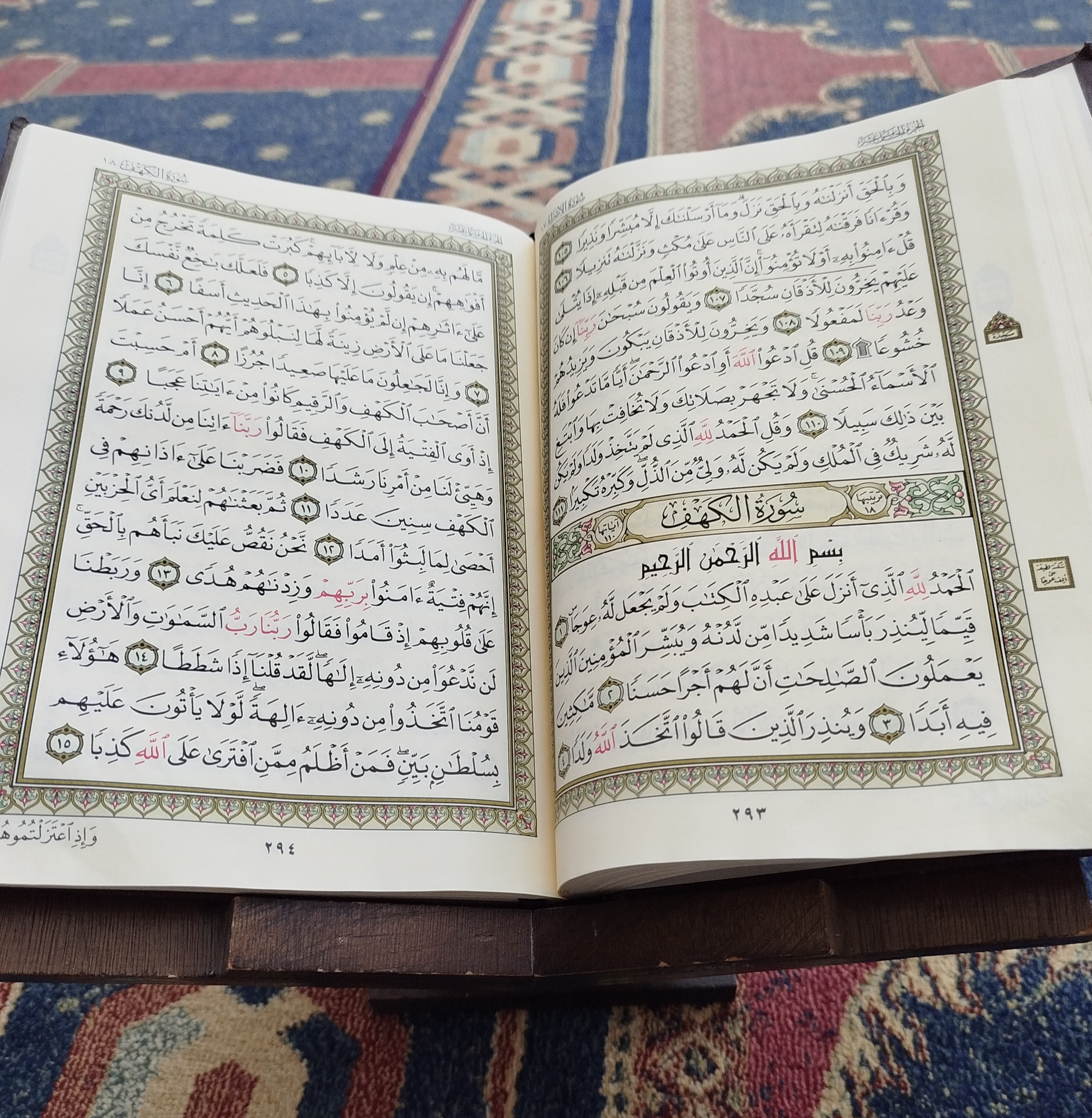
سورة الكهف - سورة ترتيبها 18 - عدد آياتها 110.

سورة الكهف هي السورة 18 في المصحف، وهي مكية كلها، وقد سُمِّيت سورة الكهف بهذا الاسم لورود قصة أصحاب الكهف فيها، وفيها بيان منهج التعامل مع الفتن، وضرب النماذج لذلك، من خلال فتن متنوعة متباينة منها : فتنة الدين، وفتنة المال، وفتنة الأهل والعشيرة، وفتنة العلم، وفتنة المال، وفتنة الولد، وفتنة الاغترار بالدنيا الفانية، وفتنة إبليس، وفتنة يأجوج ومأجوج، وفتنة الأهواء، وتخط بآياتها طريق العصمة والنجاة، بإتباع المنهج الرباني.
ومن أهم خصائص سورة الكهف :
1. استحباب قراءتها يوم الجمعة.
2. أن الآيات العشر الأولى منها عاصمة من فتنة المسيح الدجال.[6]
3. انتصف فيها عدد حروف القرآن الكريم.
4. انفردت بذكر قصة أصحاب الكهف والخضر وذي القرنين.
5. أنها نور ما بين الجمعتين.
6. أنها تعد من أكثر السور حديثا عن الفتن.

## مواضيع السورة
تتناول السورة عدة مواضيع، منها التحذير من الفتن، وحث النبي محمد على الصبر والتبشير والإنذار، وذكر بعض مشاهد يوم القيامة والعذاب والنعيم، كما تناولت 4 قصص مختلفة عن القصص التي تعرضها السور الأخرى، إذ أن السور الأخرى من القرآن غالب القصص التي فيها هي قصص الأنبياء مع قومهم، أما القصص التي في سورة الكهف: قصة أصحاب الكهف، قصة صاحب الجنتين، قصة موسى والخضر، قصة ذي القرنين، بالإضافة إلى ذكر قصة أمر الملائكة بالسجود لآدم، واستكبار إبليس.

### الآيات 1-8
بدأت السورة بلفظ ﴿الحمد لله﴾ [الكهف:1]، وهي إحدى الخمس سور التي بدأت بهذا اللفظ: الكهف، والفاتحة، والأنعام، وفاطر وسبأ. بدأت بالحمد لله الذي أنزل القرآن لغاية مهمة، وهي التبشير والتنذير، تبشير المؤمنين بالجنة، وإنذار المشركين، المثبتين الولد لله خاصةً، وتكذيبهم. وذكر الغاية من معيشتهم على الأرض ألا وهي العمل الصالح، ثم إهلاك هذه الأرض وجعلها أرضًا قاحلة.

### الآيات 9-26
هذه الآيات تتحدث عن قصة أصحاب الكهف، الذين سُميَت السورة نسبة لهم. وهم فتية صالحون مع كلبهم، هربوا من ملك جبار وقريته الكافرة ليبقوا على دينهم، ولجؤوا إلى كهف، فأماتهم الله 309 سنوات ثم بعثهم، وهم يظنون أنهم لبثوا يومًا واحدًا. فبعثوا بأحدهم ليشتري لهم طعامًا من المدينة وهم يوصونه بأن يتخفى، ظنًا منهم أن القرية الظالمة لا زالت على حالها وأنهم لم يلبثوا في الكهف إلا قليلًا. ثم أطلع الله الناس عليهم، فقال بعضهم سدوا عليهم كهفهم، وقال الآخرون الذين غلب رأيهم، ابنوا عليهم مسجدًا. هذه القصة دعا فيها القرآن لعدة عبادات، أهمها الثبات على الدين وقت الفتنة، والهجرة في سبيل ذلك.
تحدثت الآيات عن كيف رحم الله الفتية، عندما ناموا طوال هذه السنين من ثلاث نواحي:
1. أن الشمس تزاور عنهم ذات اليمين وتقرضهم ذات الشمال: أي يتقلص شعاعها عنهم عند ارتفاعها، وتتركهم عند غروبها.
2. أنهم يُقلبون يمنة ويسرة، لكي لا تتحلل أجسادهم ولا تأكلهم الأرض.
3. أن المار عليهم يحسبهم أيقاظًا، وأن الكلب نائم وكأنه يحرسهم، فإذا مر عليهم أحد خاف وفرّ منهم.

وذكرت الآيات أيضًا الاختلاف والجدال الذي وقع بين الناس حول عدد أصحاب الكهف، فهم على ثلاثة أقوال: أنهم ثلاثة ورابعهم كلبهم، أو أنهم خمسة وسادسهم كلبهم، ووصف هذا القولين بالرجم بالغيب، أو أنهم سبعة وثامنهم كلبهم وهو الأرجح. ودعا في هذه الآيات أنه إذا اختلف الناس في شيء فإنهم يجب أن يردوا العلم إلى الله.
هذه الآيات فيها معاتبة أيضًا وإرشاد للنبي محمد، لأنه عندما سُئل عن القصص المذكورة في السورة قال: «أخبركم غدا عما سألتم عنه» ولم يقل «إن شاء الله» فلذلك أنزل الله: ﴿وَلَا تَقُولَنَّ لِشَيْءٍ إِنِّي فَاعِلٌ ذَلِكَ غَدًا ۝٢٣ إِلَّا أَنْ يَشَاءَ اللَّهُ وَاذْكُرْ رَبَّكَ إِذَا نَسِيتَ وَقُلْ عَسَى أَنْ يَهْدِيَنِ رَبِّي لِأَقْرَبَ مِنْ هَذَا رَشَدًا ۝٢٤﴾.

### الآيات 27-31
أيضًا هذه الآيات تضمنت إرشاد وحث على الصبر والثبات، فبدأت بأمر النبي بتلاوة القرآن، ثم الأمر بالصبر مع الصالحين على الحق وعدم الالتفات للدنيا وزينتها، والإعراض عن العاصين ومتبعي الهوى.
ثم أصر أيضًا على قول الحق، ثم وصف عذاب الظالمين ونعيم المتقين. فأما الظالمين فإن النار تحيط بهم ويغاثوا بماء كعكر الزيت يشوي الوجوه. وأما المتقين فلا يُضاع أجر عملهم، ولهم جنات تجري من تحتها الأنهار وثياب من سندس واستبرق ومتكئين على الأرائك.

### الآيات 32-46
ذكر الله في هذه الآيات ثاني قصة في السورة، وهي قصة صاحب الجنتين. فهو رجل آتاه الله جنتين ذواتي أعناب ونخل وزرع، والنهر يتفجر بينهما. فقال لصاحبه مفتخرًا: ﴿أنا أكثر منك مالًا وأعز نفرًا﴾ [الكهف:34]. ثم دخل جنته متكبرًا وقال ما أظن هاتين الجنتين هالكتان، وما أظن الساعة قائمة ولو أنه رُجع إلى ربه فسيجد أفضل مما عنده. فعاتبه صاحبه وتبرأ من كفره فقال: ﴿قَالَ لَهُ صَاحِبُهُ وَهُوَ يُحَاوِرُهُ أَكَفَرْتَ بِالَّذِي خَلَقَكَ مِنْ تُرَابٍ ثُمَّ مِنْ نُطْفَةٍ ثُمَّ سَوَّاكَ رَجُلًا ۝٣٧ لَكِنَّا هُوَ اللَّهُ رَبِّي وَلَا أُشْرِكُ بِرَبِّي أَحَدًا ۝٣٨ وَلَوْلَا إِذْ دَخَلْتَ جَنَّتَكَ قُلْتَ مَا شَاءَ اللَّهُ لَا قُوَّةَ إِلَّا بِاللَّهِ إِنْ تَرَنِ أَنَا أَقَلَّ مِنْكَ مَالًا وَوَلَدًا ۝٣٩ فَعَسَى رَبِّي أَنْ يُؤْتِيَنِ خَيْرًا مِنْ جَنَّتِكَ وَيُرْسِلَ عَلَيْهَا حُسْبَانًا مِنَ السَّمَاءِ فَتُصْبِحَ صَعِيدًا زَلَقًا ۝٤٠ أَوْ يُصْبِحَ مَاؤُهَا غَوْرًا فَلَنْ تَسْتَطِيعَ لَهُ طَلَبًا ۝٤١﴾. فأهلكت جنتاه وقعد متحسرًا على ما كفر به.
ثم ذكرت الآيات دنو منزلة الحياة الدنيا بانقضائها وفنائها وزوالها، وأن المال والبنون اللذين هما زينة الحياة الدنيا ليسا أفضل مما يأمله الإنسان ويرجوه عند ربه.

### الآيات 47-59
في هذه الآيات بيان لصور من يوم القيامة والحشر والحساب، وعدم غياب أحد من البشر عن موعد الله، وعدم نسيان أي عمل خيرًا كان أو شرًا وأن العدل هو أساس الحساب في الآخرة. وفيه بيان لعداوة الشيطان للإنسان، وأن الشيطان ولي الكافرين في الدنيا، وخسارة المشركين وضلالتهم بعبادة غير الله. وفيه بيان أن الأمثال في القرآن للاعتبار والاتعاظ، وأن مهمة الرسل التبشير والإنذار. وفيه بيان لعناد الظالمين وإعراضهم عن آيات الله وعفو الله ورحمته بعباده ومضي أمثلة فيمن سبق من الأمم.
وفي هذه الآيات ذكر يسير لقصة استكبار إبليس عن السجود لآدم، وذلك للتحذير من اتخاذه وليًا من دون الله لأنه عدو ولأنه فسق عن أمر ربه.

### الآيات 60-77
ذكرت هذه الآيات القصة الثالثة في السورة وهي قصة النبي موسى مع الخضر. وقد فصل النبي محمد أحداث هذه القصة فقال:
"قام موسى  خطيبًا في بني إسرائيل فسئل أي الناس أعلم فقال أنا أعلم قال فعتب الله عليه إذ لم يرد العلم إليه فأوحى الله إليه أن عبدًا من عبادي بمجمع البحرين هو أعلم منك قال موسى أي رب كيف لي به فقيل له احمل حوتًا في مكتل فحيث تفقد الحوت فهو ثم فانطلق وانطلق معه فتاه وهو يوشع بن نون فحمل موسى  حوتا في مكتل وانطلق هو وفتاه يمشيان حتى أتيا الصخرة فرقد موسى  وفتاه فاضطرب الحوت في المكتل حتى خرج من المكتل فسقط في البحر قال وأمسك الله عنه جرية الماء حتى كان مثل الطاق فكان للحوت سربا وكان لموسى وفتاه عجبا فانطلقا بقية يومهما وليلتهما ونسي صاحب موسى أن يخبره فلما أصبح موسى  ﴿قال لفتاه آتنا غداءنا لقد لقينا من سفرنا هذا نصبا﴾ قال ولم ينصب حتى جاوز المكان الذي أمر به ﴿قال أرأيت إذ أوينا إلى الصخرة فإني نسيت الحوت وما أنسانيه إلا الشيطان أن أذكره واتخذ سبيله في البحر عجبا﴾ قال موسى ﴿ذلك ما كنا نبغ فارتدا على آثارهما قصصا﴾ قال يقصان آثارهما حتى أتيا الصخرة فرأى رجلا مسجى عليه بثوب فسلم عليه موسى فقال له الخضر أنى بأرضك السلام قال أنا موسى قال موسى بني إسرائيل قال نعم قال إنك على علم من علم الله علمكه الله لا أعلمه وأنا على علم من علم الله علمنيه لا تعلمه قال له موسى  ﴿هل أتبعك على أن تعلمني مما علمت رشدا قال إنك لن تستطيع معي صبرا وكيف تصبر على ما لم تحط به خبرا قال ستجدني إن شاء الله صابرا ولا أعصي لك أمرا﴾ قال له الخضر ﴿فإن اتبعتني فلا تسألني عن شيء حتى أحدث لك منه ذكرا﴾ قال نعم فانطلق الخضر وموسى يمشيان على ساحل البحر فمرت بهما سفينة فكلماهم أن يحملوهما فعرفوا الخضر فحملوهما بغير نول فعمد الخضر إلى لوح من ألواح السفينة فنزعه فقال له موسى قوم حملونا بغير نول عمدت إلى سفينتهم فخرقتها ﴿لتغرق أهلها لقد جئت شيئا إمرا قال ألم أقل إنك لن تستطيع معي صبرا قال لا تؤاخذني بما نسيت ولا ترهقني من أمري عسرا﴾ ثم خرجا من السفينة فبينما هما يمشيان على الساحل إذا غلام يلعب مع الغلمان فأخذ الخضر برأسه فاقتلعه بيده فقتله فقال موسى ﴿أقتلت نفسا زكية بغير نفس لقد جئت شيئا نكرا قال ألم أقل لك إنك لن تستطيع معي صبرا﴾ قال وهذه أشد من الأولى ﴿قال إن سألتك عن شيء بعدها فلا تصاحبني قد بلغت من لدني عذرا فانطلقا حتى إذا أتيا أهل قرية استطعما أهلها فأبوا أن يضيفوهما فوجدا فيها جدارا يريد أن ينقض فأقامه﴾ يقول مائل قال الخضر بيده هكذا فأقامه قال له موسى قوم أتيناهم فلم يضيفونا ولم يطعمونا ﴿لو شئت لتخذت عليه أجرا قال هذا فراق بيني وبينك سأنبئك بتأويل ما لم تستطع عليه صبرا﴾ قال رسول الله ﷺ يرحم الله موسى لوددت أنه كان صبر حتى يقص علينا من أخبارهما قال وقال رسول الله ﷺ كانت الأولى من موسى نسيانا قال وجاء عصفور حتى وقع على حرف السفينة ثم نقر في البحر فقال له الخضر ما نقص علمي وعلمك من علم الله إلا مثل ما نقص هذا العصفور من البحر قال سعيد بن جبير وكان يقرأ وكان أمامهم ملك يأخذ كل سفينة صالحة غصبا وكان يقرأ وأما الغلام فكان كافرا".

### الآيات 83-98

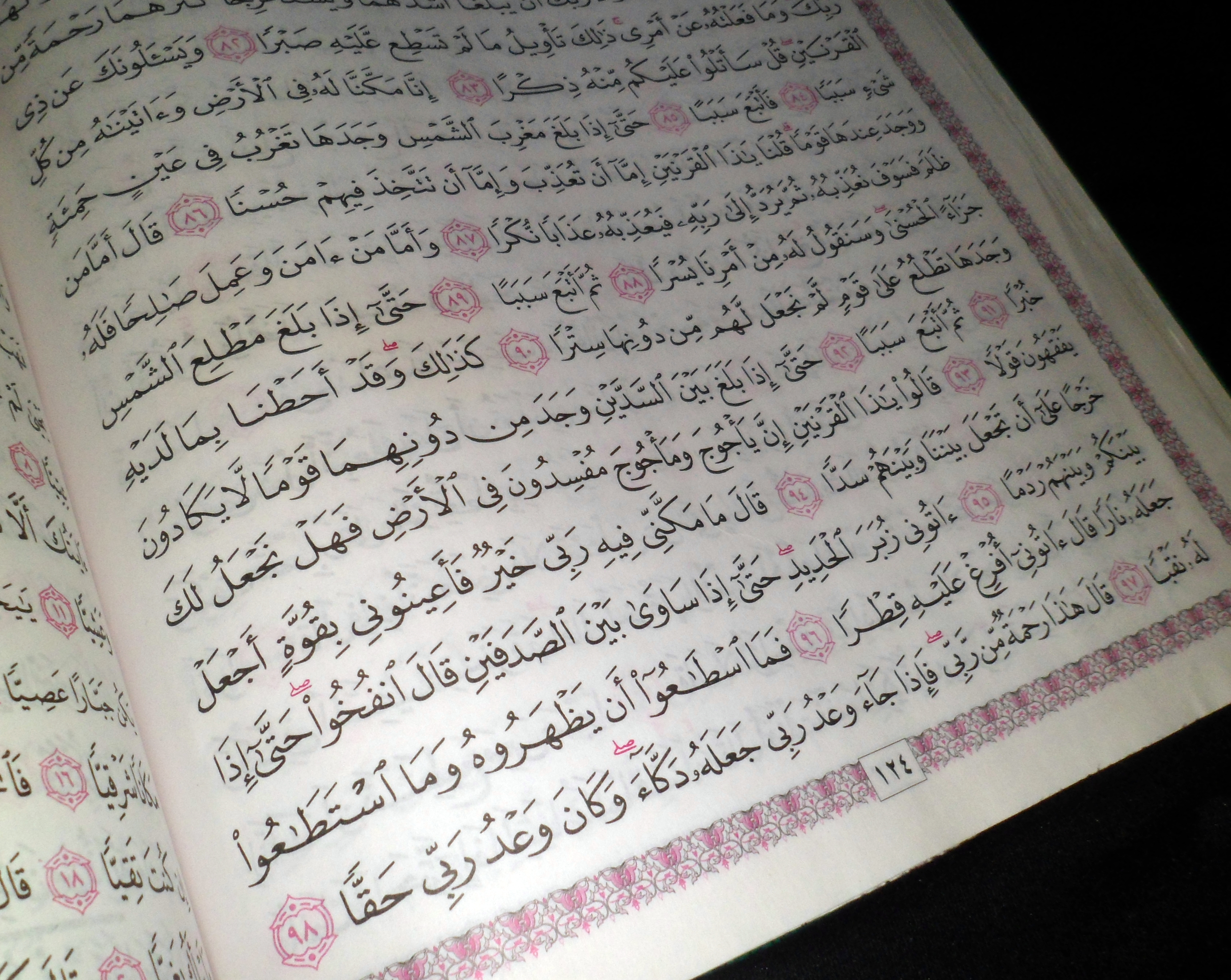
قصة ذِي الْقَرْنَيْنِ في سورة الكهف

ثم انتقلت الآيات مباشرة من بعد قصة موسى إلى قصة ذي القرنين، ويأجوج ومأجوج. فقد اتجه لموضع غروب الشمس، فوجدها تغرب في عين ووجد عند العين قومًا كافرين، فعذب من ظلم منهم وأحسن لمن آمن وعمل صالحًا منهم. ثم اتجه إلى موضع شروقها فوجد قومًا لا يستترون من الشمس لا بلباسٍ ولا بسقف. ثم واصل طريقه إلى أن وصل بين جبلين ووجد قومًا لا يكادون يفقهون قولًا. فاستنجدوه لينجدهم من يأجوج ومأجوج. فبنى لهم سدًا بين الجبلين ليفصلهم عن يأجوج ومأجوج. فما استطاعوا أن يتسلقوه لارتفاعه وما استطاعوا أن ينقبوه لصلابته.
ثم ذكرت الآيات الساعة وعلاماتها وصور من يوم القيامة مرة أخرى، وتهديد الكافرين بالعذاب وإبطال أعمالهم، وذكر الجنة بأنها مأوى للمؤمنين. ثم ذكرت الآيات بأن كلمات الله لا تنفد، واختتمت السورة بذكر أن النبي محمد بشر مرسل ليبشر وينذر، ويرشد إلى الغاية الوجودية وهي التوحيد

## الأحاديث في سورة الكهف
ذكرت الأحاديث النبوية بأن قراءة السورة لها فضل عظيم، فكثير من المسلمين يقرؤون السورة كل يومِ جمعة، ولذلك لقول النبي محمد: «من قرأ سورة الكهف في يوم الجمعة، أضاء له من النور ما بين الجمعتين». كما أن للسورة فضل في العصمة من فتنة المسيح الدجال، فقد قال النبي محمد: «فَمَنْ أَدْرَكَهُ مِنْكُمْ فَلْيَقْرَأْ عَلَيْهِ فَوَاتِحَ سُورَةِ الْكَهْفِ».، وقال أيضًا: «مَنْ حَفِظَ عَشْرَ آيَاتٍ مِنْ أَوَّلِ سُورَةِ الْكَهْف عُصِمَ مِنْ الدَّجَّالِ».
ذكرت أحاديث أخرى، فعن البراء بن عازب أنه قال: «كان رجل يقرأ سورة الكهف وإلى جانبه حصان مربوط بشطنين فتغشته سحابة فجعلت تدنو وتدنو وجعل فرسه ينفر، فلما أصبح أتى النبي ﷺ فذكر ذلك له فقال: تلك السكينة تنزلت بالقرآن».
وعن جابر قال: «خرجنا مع رسول الله ﷺ يعني في غزوة ذات الرقاع فأصاب رجل امرأة رجل من المشركين فحلف أن لا أنتهي حتى أهريق دما في أصحاب محمد فخرج يتبع أثر النبي ﷺ فنزل النبي ﷺ منزلا فقال من رجل يكلؤنا فانتدب رجل من المهاجرين ورجل من الأنصار فقال كونا بفم الشعب قال فلما خرج الرجلان إلى فم الشعب اضطجع المهاجري وقام الأنصاري يصلي وأتى الرجل فلما رأى شخصه عرف أنه ربيئة للقوم فرماه بسهم فوضعه فيه فنزعه حتى رماه بثلاثة أسهم ثم ركع وسجد ثم انتبه صاحبه فلما عرف أنهم قد نذروا به هرب ولما رأى المهاجري ما بالأنصاري من الدم قال سبحان الله ألا أنبهتني أول ما رمى قال كنت في سورة أقرؤها». فلم أحب أن أقطعها"

## معلومات
1. ↑  ليس المقصود في هذه الآية النصارى الذين يقولون أن عيسى ابن مريم ابن الله، بل المقصود مشركي العرب الذين يقولون بأن الملائكة بنات الله (حسب تفسير ابن كثير).
2. ↑  أي: جَاسُوسُهُمْ.(مرقاة المفاتيح شرح مشكاة المصابيح 1 / 231)
3. ↑  هذه السورة هي سورة الكهف كما بينه البيهقي في الدلائل.

## وصلات خارجية
- سورة الكهف بصوت مشاري العفاسي على يوتيوب